# Peyrat-de-Bellac
Peyrat-de-Bellac är en kommun i departementet Haute-Vienne i regionen Nouvelle-Aquitaine i västra Frankrike. Kommunen ligger i kantonen Bellac som tillhör arrondissementet Bellac. År 2022 hade Peyrat-de-Bellac 1 059 invånare.

## Befolkningsutveckling
Antalet invånare i kommunen Peyrat-de-Bellac
| Referens: INSEE |